# Ка Капрари (Ређо Емилија)
Ка Капрари је насеље у Италији у округу Ређо Емилија, региону Емилија-Ромања.
Према процени из 2011. у насељу је живело 56 становника. Насеље се налази на надморској висини од 339 м.